# His Mystery Girl
His Mystery Girl er en amerikansk stumfilm fra 1923 af Robert F. Hill.

## Medvirkende
- Herbert Rawlinson som Kerry Reynolds
- Ruth Dwyer som Gloria Bliss
- Margaret Campbell som Laurette Sligsby
- Jere Austin som Benn Bliss
- Ralph McCullough som Dick Reynolds
- William Quinn